# ثابت بن قيس بن الخطيم
ثابت بن قيس بن الخطيم بن عمرو بن يزيد بن سواد بن ظفر. قاله أبو عمر، وقال ابن الكلبي وأبو موسى: هو ثابت بن قيس بن الخطيم بن عدي بن عمرو بن سواد بن ظفر الظفري الأنصاري. وظفر: بطن من الأوس، مذكور في الصحابة، مات في خلافة معاوية، وأبوه: قيس بن الخطيم أحد فحول شعراء الأوس، مات على شركه قبل قدوم النبي إلى المدينة مهاجراً، وشهد ثابت مع النبي أحد والمشاهد بعدها، وشهد مع علي بن أبي طالب الجمل وصفين والنهروان.
كان لثابت بن قيس ثلاثة بنين: عمر، ومحمد، ويزيد، قتلوا يوم الحرة، وليس لثابت رواية، وابنه عدي بن ثابت من الرواة الثقات.